# Суха (Малопольське воєводство)
Суха (пол. Sucha) — село в Польщі, у гміні Тшицьонж Олькуського повіту Малопольського воєводства.
Населення — 651 особа (2011).
У 1975-1998 роках село належало до Краківського воєводства.

## Демографія
Демографічна структура станом на 31 березня 2011 року:
|          | Загалом | Допрацездатний вік | Працездатний вік | Постпрацездатний вік |
| -------- | ------- | ------------------ | ---------------- | -------------------- |
| Чоловіки | 319     | 80                 | 199              | 40                   |
| Жінки    | 332     | 80                 | 179              | 73                   |
| Разом    | 651     | 160                | 378              | 113                  |